# Luxemburg op het Eurovisiesongfestival 1980

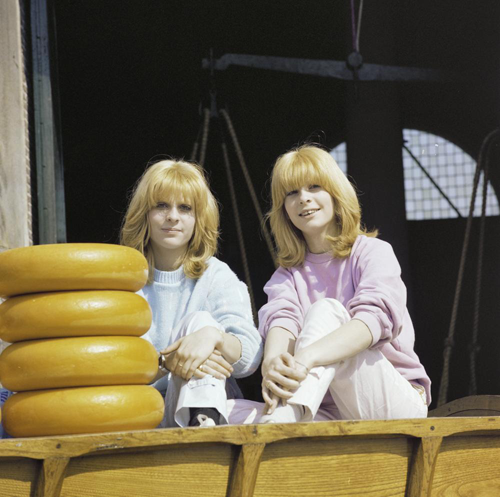
Sophie & Magaly kwamen in 1980 uit op het Eurovisiesongfestival namens Luxemburg

Luxemburg nam deel aan het Eurovisiesongfestival 1980 in Den Haag, Nederland. Het was de vierentwintigste deelname van het land aan het Eurovisiesongfestival. Het duo Sophie & Magaly zong het lied Papa Pingouin.

## Selectieprocedure
Net zoals een jaar eerder, werd in 1980 gekozen voor een interne selectie door de Luxemburgse nationale omroep. 
Er werd gekozen voor het duo Sophie en Magaly met het lied Papa Pingouin.

## In Den Haag
Op het songfestival trad Luxemburg als vierde aan, na Griekenland en voor Marokko. Op het einde van de puntentelling bleek dat het land op een negende plaats was geëindigd met 56 punten. 
Nederland gaf geen punten aan de inzending, België daarentegen 8 punten.

### Gekregen punten

#### Finale
| 12 punten | 10 punten    | 8 punten                                 | 7 punten                | 6 punten               |
| --------- | ------------ | ---------------------------------------- | ----------------------- | ---------------------- |
|           |              | - België - Ierland - Verenigd Koninkrijk | - Frankrijk - Noorwegen | - Zweden               |
| 5 punten  | 4 punten     | 3 punten                                 | 2 punten                | 1 punt                 |
|           | - Denemarken | - Finland - Spanje                       |                         | - Oostenrijk - Turkije |

### Punten gegeven door Luxemburg

#### Finale
Punten gegeven in de finale:
| 12 punten | Nederland           |
| 10 punten | Zweden              |
| 8 punten  | Verenigd Koninkrijk |
| 7 punten  | Ierland             |
| 6 punten  | Spanje              |
| 5 punten  | Zwitserland         |
| 4 punten  | Portugal            |
| 3 punten  | Duitsland           |
| 2 punten  | Frankrijk           |
| 1 punt    | Griekenland         |

1956 · 1957 · 1958 · 1959 · 1960 · 1961 · 1962 · 1963 · 1964 · 1965 · 1966 · 1967 · 1968 · 1969 · 1970 · 1971 · 1972 · 1973 · 1974 · 1975 · 1976 · 1977 · 1978 · 1979 · 1980 · 1981 · 1982 · 1983 · 1984 · 1985 · 1986 · 1987 · 1988 · 1989 · 1990 · 1991 · 1992 · 1993 · 1994-2023 · 2024 · 2025